# Hawaii megyéinek listája
Hawaii az USA egyik tagállama. Összesen öt megye tartozik az államhoz.
Ez a lista Hawaii állam megyéit sorolja fel.
| Név            | Főváros  | Alapítása | Helyjelölő térkép |
| -------------- | -------- | --------- | ----------------- |
| Hawaii megye   | Hilo     | 1905      |                   |
| Honolulu megye | Honolulu | 1907      |                   |
| Kalawao megye  |          | 1905      |                   |
| Kauai megye    | Lihue    | 1905      |                   |
| Maui megye     | Wailuku  | 1905      |                   |